# Rattus detentus
Rattus detentus är en nyupptäckt råttart som har beskrivits 2016 som följd av undersökningar utförda åren 2002 till 2012 av Robert M. Timm, Valter Weijola, Ken P. Aplin, Tim Flannery och Ronald H. Pine. Den lever endast på en eller två öar utanför Papua Nya Guineas kust.

## Beskrivning
En stor, kraftigt byggd och kortsvansad råtta, nästan lika stor som brunråttan, med en kroppslängd exklusive svansen på omkring 26 cm, en svanslängd på 15 cm, och en medelvikt på 430 g. Pälsen är sträv, mörkgrå med ljusgrå fläckar, rikligt med genomskinliga, taggiga hår och långa, svarta och grova täckhår. Undersidan och sidorna har ljusare och mjukare päls utan taggiga hår. Den fjälliga svansen är mörkgrå med vit hud synlig mellan fjällraderna. Huvudet har svarta, upp till 6 cm långa morrhår, kraftiga framtänder och små kindtänder.

## Utbredning
Arten är endemisk för ön Manus och troligtvis även för den närbelägna ön Los Negros tillhöriga Papua Nya Guinea och belägna norr om Nya Guinea. Subfossila lämningar indikerar att arten har funnits på ön Manus i åtminstone 9 000 år.

## Ekologi
Rattus detentus är en marklevande gnagare som förekommer i skog med en blandning av sagopalm, maniokträd och insprängda trädgårdar. Bitmärken som stämmer överens med artens tandbeväpning har hittats på nötter från trädet Canarium indicum (som främst förekommer odlat); lokalbefolkningen har dessutom nämnt att råttan gärna tar maniokrötter och ananas, men också vittjar fällor, avsedda för varaner och betade med fisk, något som tyder på en blandad diet.
Arten förefaller har varit vanlig tidigare, men under åren undersökningara gjordes hade den blivit mycket ovanlig. Enligt Tim Flannery, en av forskarna, är de troliga orsakerna habitatförlust till följd av skogsavverkning, predation av förvildade katter, och sjukdomar spridda av införda råttarter.

## Etymologi
Artepitetet, detentus, är delvis valt på grund av att arten så längre varit undangömd på ön, men också för att påminna om "Manus Detention Centre", det flyktingsförvar för sydöstasiatiska asylsökande som Australien drev på ön från 2001 till 2017.